# Nil Brià
Nil Brià Méndez (Navàs, Barcelona, España, 14 de marzo de 1997) es un jugador de baloncesto español que juega en la posición de alero para el Club Bàsquet Santfeliuenc de la Liga Española de Baloncesto Oro.

## Carrera deportiva
El joven alero llegó a la cantera del MoraBanc Andorra, procedente del CB Navàs y Paidós Sant Fruitós. Tras jugar como junior en el Basket Olost y formar parte del equipo filial del Bàsquet Andorra en Liga EBA, el alero Nil Brià se convierte con 18 años y nueve meses, en el jugador más joven en debutar con el MoraBanc Andorra en su historia en la Liga Endesa.
El 20 de diciembre de 2015, juega sus primeros minutos con el cuadro andorrano en la derrota frente al Real Madrid. Brià firmó 3 puntos, 1 asistencia, 1 recuperación y 5 de valoración en 3 minutos. Brià (6855 días) adelantaría en 32 días al hasta ahora más joven en debutar con el MoraBanc, Roger Lliteras (6887), quien debutara el 13/12/2014 contra el UCAM Murcia.

## Trayectoria
- CB Navàs, Paidós Sant Fruitós y Basket Olost: Categorías inferiores.

| Equipo                     | Liga             | Temporada |
| -------------------------- | ---------------- | --------- |
| MoraBanc Andorra. EBA      | Liga EBA España  | 2015-2017 |
| Bàsquet Club Andorra       | ACB España       | 2015-2017 |
| ICL Manresa                | LEB Oro España   | 2017-2018 |
| Força Lleida Club Esportiu | LEB Oro España   | 2018      |
| Afanion CB Almansa         | LEB Plata España | 2019      |
| Club Bàsquet Martorell     | Liga EBA España  | 2019-2021 |
| Club Bàsquet Navas         | Liga EBA España  | 2021-2022 |
| Club Bàsquet Santfeliuenc  | LEB Oro España   | 2022-     |

## Selección Española
Con la selección española disputa el Europeo 3x3 sub-18 en Bielorrusia 2015 y el Mundial 3x3 Sub-18, en Debrecen (Hungría). 

## Palmarés

### Selección nacional
- Medalla de Bronce en el Europeo 3x3 Sub-18 de Bielorrusia 2015.